# Río Gradac
El Gradac (en serbio: Градац, Gradac, pronunciado [ɡrǎːdats]) es un río en el oeste de Serbia, un afluente del Kolubara. Corta un cañón en dirección sur-norte con una longitud de 22.7   km. Su curso de agua medido tiene una longitud de aproximadamente 28 km y una pendiente total de 187 m.  El nacimiento del río Gradac está situado al pie de la montaña Povlen. 

## Descripción
El desfiladero del río Gradac, con sus afluentes de origen, las características especiales y el grado de conservación, es uno de los valores naturales menos conocidos de Serbia. Sin embargo, está muy bien calificado entre los exponentes de la protección de la naturaleza.  Se encuentra al sur de Valjevo y es afluente directo por la derecha del Kolubara. La garganta del río es el hábitat de varias especies raras de plantas y animales. En el río viven la trucha, elbagre, el barbo y cangrejos. El mayor atractivo del río Gradac son, sin duda, las nutrias.  A lo largo del río hay una serie de centros turísticos y playas como Livadica, Ploce, Kriva Vrbe y Sareno platno . A lo largo del río se encuentran varios molinos de agua y estanques de peces.  El ferrocarril de Belgrado a Bar pasa a través de la garganta del río Gradac.

## Fauna silvestre
Gradac es el hogar de una gran variedad de animales, desde serpientes venenosas hasta nutrias. Aquí hay algunos que viven en o cerca del río. 
- Mamíferos: erizo, ratón del bosque, ardilla roja, ciervo, conejo, jabalí, zorro, nutria.
- Aves: pinzón, mirlo, arrendajo, codorniz,
- Serpientes: víbora, serpiente de Esculapio, serpiente de agua.

También se pueden encontrar tortugas y ranas.

## Cuevas
La garganta del río tiene más de 70 cuevas kársticas. La cueva de Degurić es, según las últimas investigaciones, la más larga y, con sus características, la cueva más hermosa de la región del karst de Valjevo. En las cuevas, se descubrieron vestigios del paleolítico y de la Edad Media.[cita requerida]